# 佐藤愁貴
佐藤 愁貴（さとう しゅうき、8月15日 - ）は、日本の男性声優。埼玉県出身。アプトプロ所属。

## 人物
2025年3月31日、同日付でオフィスPACが事業停止したことに伴い、翌4月1日付でアプトプロに移籍。
趣味は写真とゲームをそれぞれ挙げている。資格は衛生検査技師を持っている。

## 出演
太字はメインキャラクター。

### テレビアニメ
2017年
- ロクでなし魔術講師と禁忌教典（生徒B）

2018年
- ルパン三世 PART5（若者A、魔山、ティッキー、一般男性A）
- 寄宿学校のジュリエット（男子生徒）

2019年
- レイトン ミステリー探偵社 〜カトリーのナゾトキファイル〜（記者）
- ルパン三世 プリズン・オブ・ザ・パスト（テロリストB）

2020年
- 映像研には手を出すな!（アニメーション研究部部員、警備部、イベント参加者）
- 啄木鳥探偵處（社員）

2021年
- サクガン（若者B）

2023年
- 永久少年 Eternal Boys（男性）

2024年
- ガールズバンドクライ（通行人、生徒、予備校生徒、学生、観客 他）
- 烏は主を選ばない（和麿の友人、市柳の取り巻き）
- 夜のクラゲは泳げない（大衆の声）
- ラーメン赤猫（男性客、配達員）
- ばいばい、アース（2024年 - 2025年、観客、剣士、神官） - 2シリーズ
- かつて魔法少女と悪は敵対していた。（男性スタッフ）
- 神之塔 -Tower of God- 工房戦

2025年
- 魔法使いの約束（兵士）
- 神統記（テオゴニア）（ラグ村兵士）
- 謎解きはディナーのあとで（アプリ事業者）

### 劇場アニメ
- 泣きたい私は猫をかぶる（2020年、佐藤涼介）

### Webアニメ
- コタローは1人暮らし（2022年、宅配の人、店員）
- TIGER & BUNNY 2（2022年、ヒーロー）
- ルパン三世VSキャッツ・アイ（2023年、兵A）

### ゲーム
- ドラゴンクエストXI 過ぎ去りし時を求めて（2017年）
- キングダム ハーツIII（2019年）
- ファイナルファンタジーVII リバース（2024年）

### 吹き替え

#### 映画
- ライ麦畑で出会ったら
- モーグリ: ジャングルの伝説
- スター・ウォーズ/スカイウォーカーの夜明け
- サンダーバード55/GoGo（エリオット・パヴェリン[16]）
- ゴーストバスターズ/アフターライフ（スキットルズ〈ショーン・スワード〉[17]）
- ザ・フラッシュ（若者男1[18]）
- マッドマックス:フュリオサ[19]

#### ドラマ
- プリーチャー
- リバーデイル（ニック・St.クレア〈グラハム・フィリップス〉）
- Major Crimes 〜重大犯罪課 シーズン5
- グッド・ワイフ
- SCORPION/スコーピオン シーズン3
- クリミナル・マインド FBI行動分析課 シーズン12
- スタン・リーのラッキーマン（アジト）
- トリンケット 〜小さな宝物〜
- ファルコン&ウィンター・ソルジャー
- FIRES〜オーストラリアの黒い夏〜 #3（ジョエル〈マーク・レオナルド・ウィンター〉[20]）
- カサンドラ(ペーター<エリアス・グリュンタール>)

#### アニメ
- ビー・クール スクービー・ドゥー!（英語版）
- マーベル スパイダーマン（ホブ・ゴブリン / ハリー・オズボーン[21][3]）
- スパイダーマン:スパイダーバース（2019年、外の友達1[22]）
- サウスパーク（2019年、ランディ・マーシュ）※Netflix版
- トランスフォーマー/ONE（2024年）[23]
- 転生宗主の覇道譚 〜すべてを呑み込むサカナと這い上がる〜（2025年、豚[7]、小呉〈シャオウー〉[8]）

### シリーズ一覧
1. ↑  第1シーズン（2024年）、第2シーズン（2025年）